# Campeonato Capixaba de Futebol de 2023 - Série B
A Série B do Campeonato Capixaba de Futebol de 2023, organizada pela FES, é a competição estadual de futebol realizada no Espírito Santo, equivalente a segunda divisão. Com início em 26 de agosto, o torneio reuniu 12 equipes.

## Regulamento
A fórmula de disputa será diferente dos anos anteriores, por conta do grande número de equipes participantes. Na primeira fase as equipes serão divididas em 2 grupos, contendo 6 equipes em cada grupo e jogando em 1 turno, onde os 4 primeiros colocados de cada grupo passaram para as quartas. No mata-mata as equipes jogarão jogos de ida e volta, assim definindo os finalistas que decidiram o campeonato em jogo único no Kleber Andrade além de serem promovidos para o Série A de 2024.

### Critérios de desempate
Os critérios de desempate serão aplicados na seguinte ordem para cada fase:
Primeira fase
1. Maior número de vitórias
2. Maior saldo de gols
3. Maior número de gols pró (marcados)
4. Confronto direto
5. Menor número de cartões vermelhos
6. Menor número de cartões amarelos
7. Sorteio

Quartas de final e Semifinal
1. Maior saldo de gols nos dois jogos
2. Cobrança de pênaltis

Final
1. Cobrança de pênaltis

## Participantes
| Clube                                                      | Cidade                  | Temporada 2022 | Estádio                             | Capacidade | Títulos (último)                                                                |
| ---------------------------------------------------------- | ----------------------- | -------------- | ----------------------------------- | ---------- | ------------------------------------------------------------------------------- |
| Aster Brasil Futebol Clube                                 | Vitória                 | 9°             | Kleber Andrade                      | 50 000     | 0 (não possui)                                                                  |
| Sport Club Capixaba                                        | Vargem Alta             | 10º            | Estádio Almiro Ofranti              | 2 000      | 1 (em 1995)Título conquistado representando a cidade de Guaçuí.</ref>           |
| Sociedade Esportiva e Recreativa Castelense                | Castelo                 | Não participou | Estádio Emílio Nemer                | 2 000      | 0 (não possui)                                                                  |
| Centro de Treinamento Edmilson Colatina Futebol Clube      | Colatina                | 10° (Série A)  | Estádio Justiniano de Mello e Silva | 2 600      | 1 (2013)                                                                        |
| Grêmio Esportivo Laranjeiras                               | Serra                   | 6°             | Estádio Robertão                    | 2 000      | 0 (não possui)                                                                  |
| Associação Jaguaré Esporte Clube                           | Jaguaré                 | 3°             | Estádio Conilon                     | 5 000      | 0 (não possui)                                                                  |
| Linhares Futebol Clube                                     | Linhares                | 12°            | Sernamby                            | 4 500      | 0 (não possui)                                                                  |
| Pinheiros Futebol Clube                                    | Pinheiros               | 8º             | Estádio João Soares de Moura Filho  | 1 500      | 0 (não possui)                                                                  |
| Rio Branco Futebol Clube                                   | Venda Nova do Imigrante | 9° (Série A)   | Estádio Olímpio Perim               | 2 100      | 1 (1993)                                                                        |
| Centro Esportivo Recreativo Associação Atlética São Mateus | São Mateus              | 4º             | Sernamby                            | 4 500      | 2 (último em 2011)                                                              |
| Sport Clube Brasil Capixaba Ltda                           | Serra                   | 5º             | Gil Bernardes                       | 1 000      | 1 (em 2014)Título conquistado representando a cidade de Domingos Martins.</ref> |
| Esporte Clube Tupy                                         | Vila Velha              | 11°            | Engenheiro Araripe[c]               | 7 700      | 1 (em 2001)                                                                     |